# Список хет-триків англійської Прем'єр-ліги

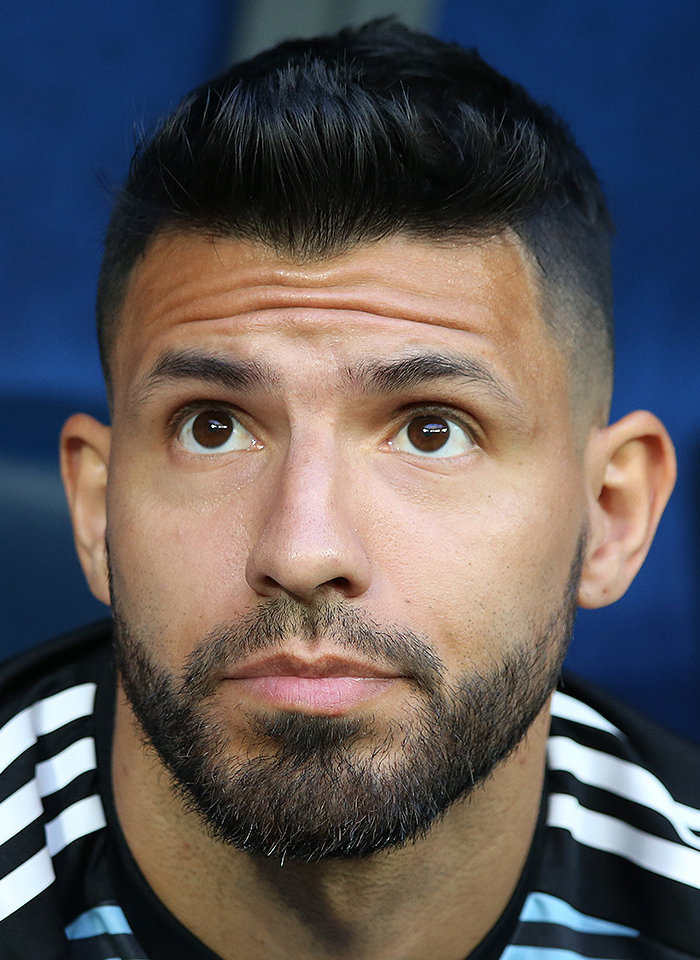
Серхіо Агуеро забив рекордних 12 хет-триків, за Манчестер Сіті

З моменту заснування англійської Прем'єр-ліги 1992 року, більше 100 гравців зробили хет-трик у цьому турнірі (тобто забили три м'ячі в одному матчі). Першим гравцем, який оформив хет-трик у Прем'єр-лізі, став француз Ерік Кантона, який забив три голи за «Лідс Юнайтед» у матчі проти «Тоттенгем Готспур», в якому його команда здобула перемогу з рахунком 5:0. Вісімнадцять гравців забили більше трьох голів в одному матчі, з них чотири гравці, Ендрю Коул, Алан Ширер, Джермейн Дефо і Дімітар Бербатов, забивали по 5 голів в одному матчі. Роббі Фаулер є рекордсменом по найшвидшому хет-трику Прем'єр-ліги: він забив три м'ячі у ворота «Арсеналу» за 4 хвилини 32 секунди . 1999 року гравець «Манчестер Юнайтед» Уле Гуннар Сульшер забив чотири голи за 12 хвилин, вийшовши на заміну в матчі проти «Ноттінгем Форест» . У матчі між «Арсеналом» і «Саутгемптоном», який пройшов на «Гайбері» 2003 року, було забито два хет-трики у ворота «Саутгемптона», в результаті чого «каноніри» здобули перемогу з рахунком 6:1 (хет-триками відзначилися Джермейн Пеннант і Робер Пірес). 2007 року гравець «Блекберна» Роке Санта Крус зробив хет-трик у програному його клубом матчі проти «Віган Атлетіка», що завершився з рахунком 5:3. У «Вігана» в цьому матчі хет-трик зробив Маркус Бент.
Рекордсменом по найбільшій кількості хет-триків є Серхіо Агуеро, який забивав три і більше м'ячів у Прем'єр-лізі 12 разів. Алан Ширер забив 11 хет-триків, Роббі Фаулер забив 9 хет-триків, Гаррі Кейн, Тьєррі Анрі та Майкл Овен — по 8. П'ять гравців забивали хет-трики за три різних клубу: Ніколя Анелька («Арсенал», «Челсі» і «Манчестер Сіті»), Кевін Кемпбелл («Арсенал», «Евертон» і «Ноттінгем Форест»), Лес Фердінанд («Ньюкасл Юнайтед», «Квінз Парк Рейнджерс» і «Тоттенгем Готспур») і Тедді Шерінгем («Манчестер Юнайтед», «Портсмут» і «Тоттенгем Готспур»), Якубу Аєгбені («Блекберн», «Евертон» і «Портсмут»).
Комітет з сумнівних голів скасував деякі хет-трики, через що деякі голи не були зараховані в статистику гравця через визнання їх автоголам гравців команди-суперника. Так, 1996 року не був зарахований хет-трик гравця «Саутгемптона» Егіля Естенстада у ворота «Манчестер Юнайтед». Комітет ухвалив, що один з м'ячів був автоголом захисника «Юнайтед» Деніса Ірвіна . Також не був зарахований перший з трьох голів Ніколя Анелька, забитих за «Манчестер Сіті» у вересні 2002 року: його розцінили як автогол нападника «Евертона» Томаша Радзінські.

## Хет-трики

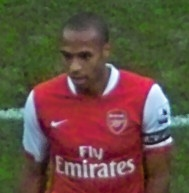
Тьєррі Анрі зробив 8 хет-триків за «Арсенал»

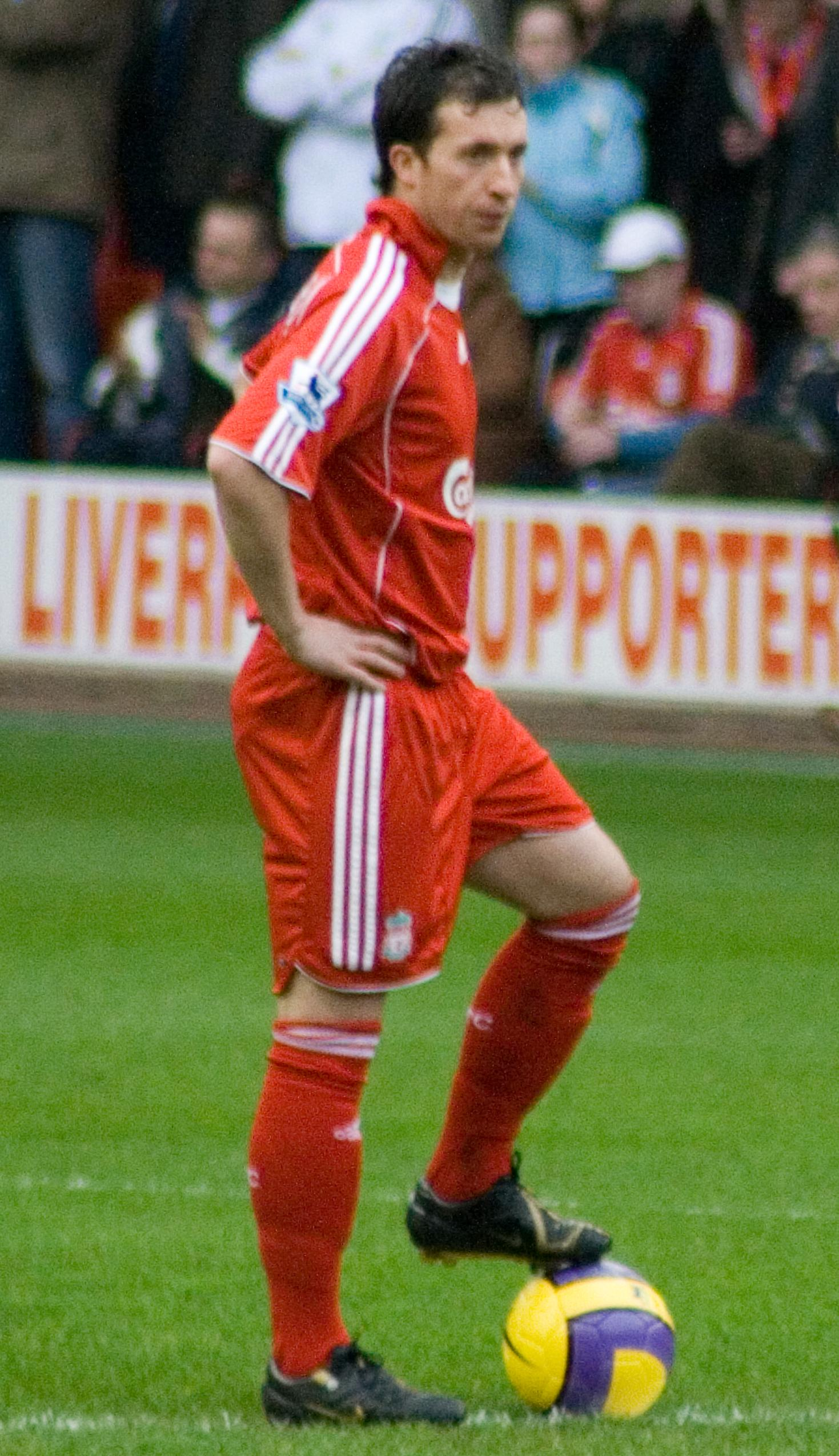
Роббі Фаулер забивав 3 і більше м'ячів більше 9 разів

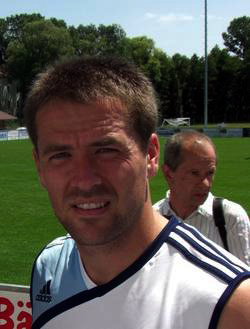
Майкл Овен зробив 8 хет-триків

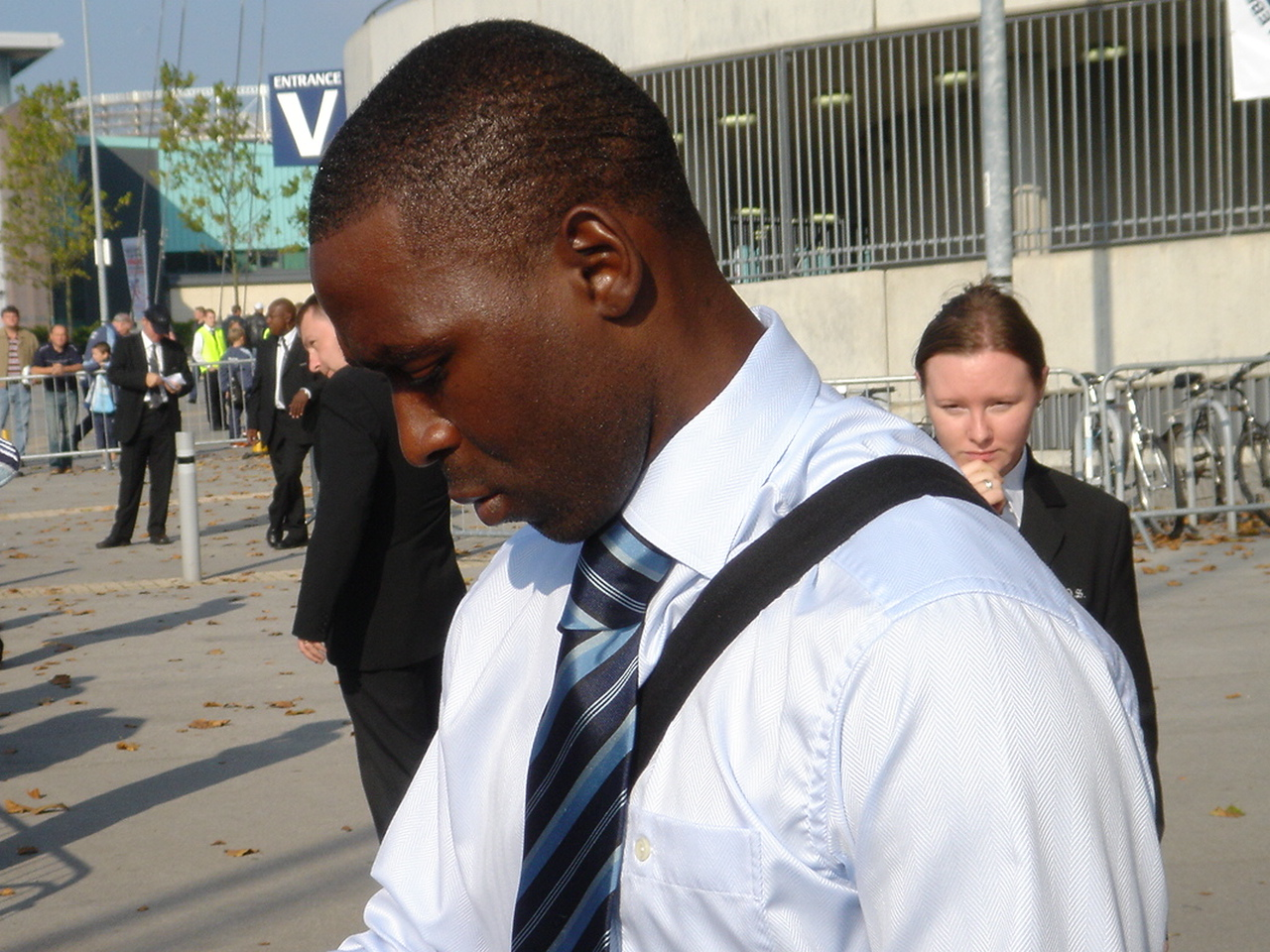
Енді Коул забивав 3 і більше гола в одному матчі 5 разів

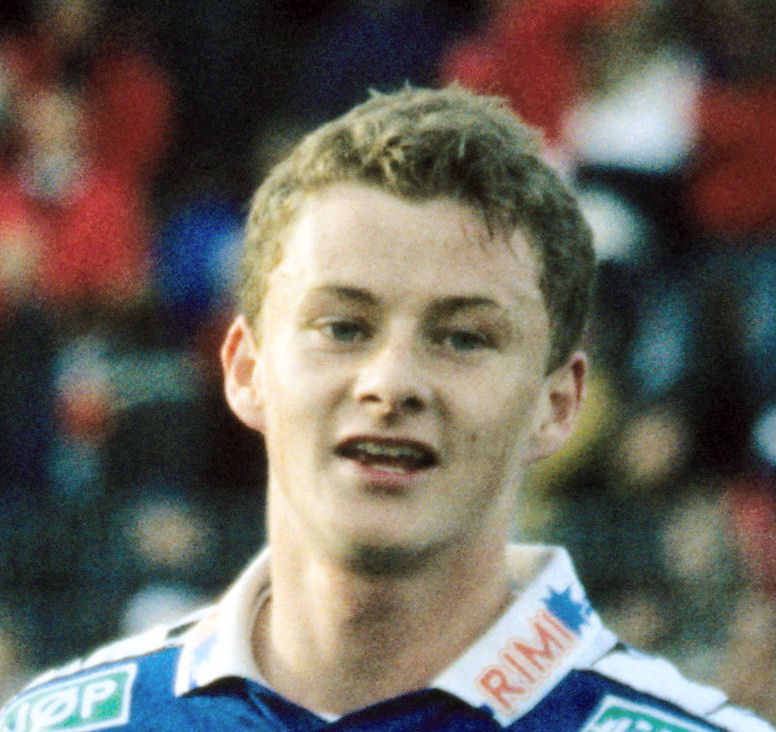
Уле Гуннар Сульшер забив «Ноттінгему» чотири гола за 12 хвилин після виходу на заміну

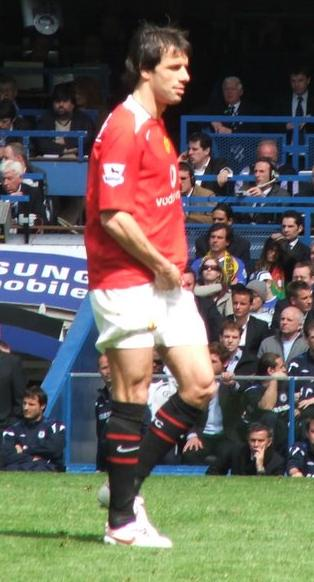
Руд ван Ністелрой зробив 5 хет-триків за «Манчестер Юнайтед»

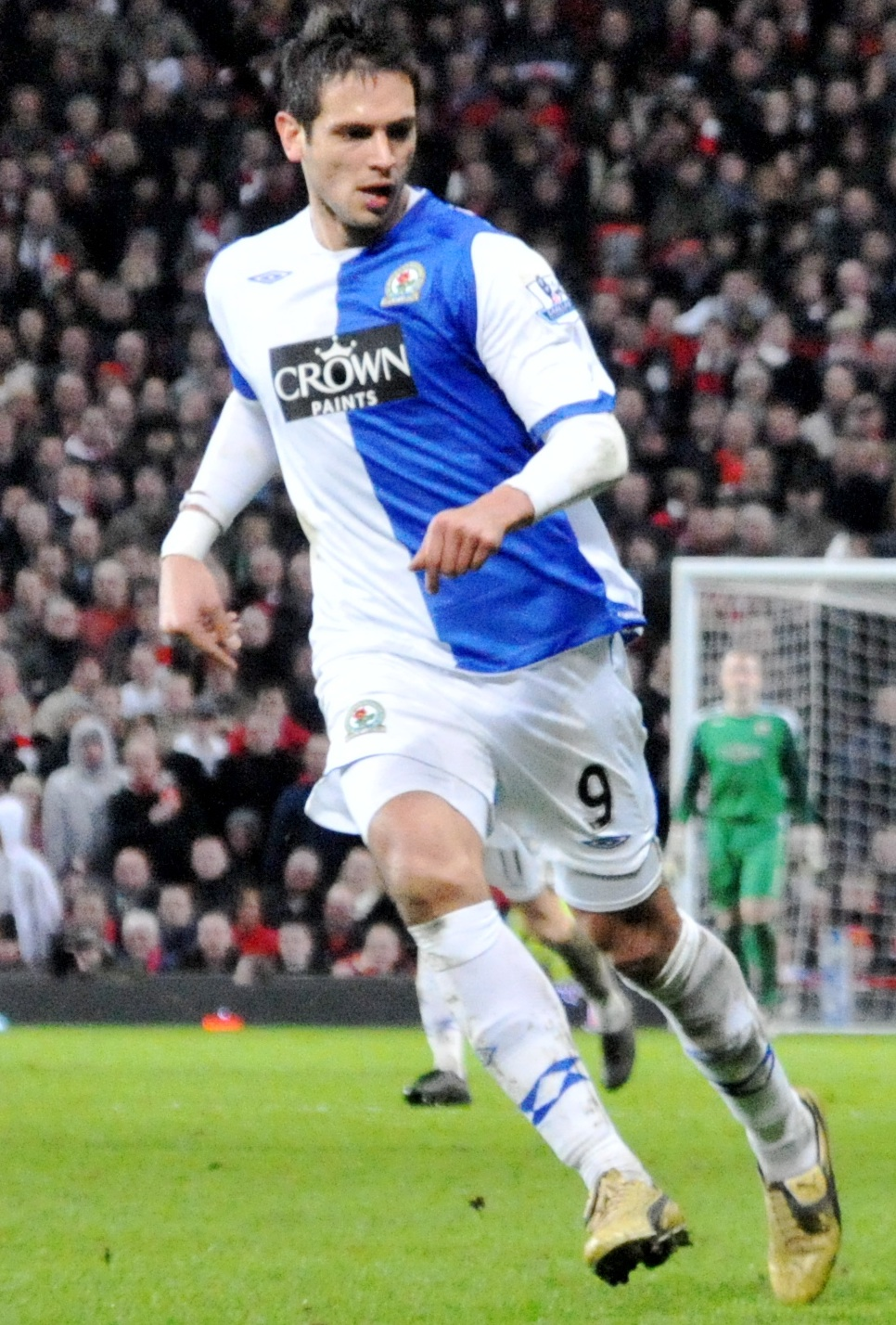
Роке Санта Крус зробив хет-трик за «Блекберн Роверз» в програному «Вігану» матчі

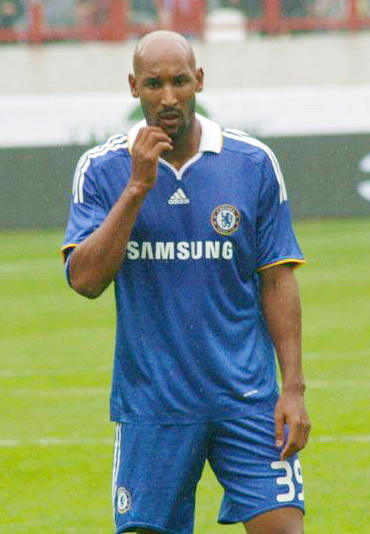
Ніколя Анелька забивав хет-трики за 3 різні клуба — «Арсенал», «Манчестер Сіті» і «Челсі»

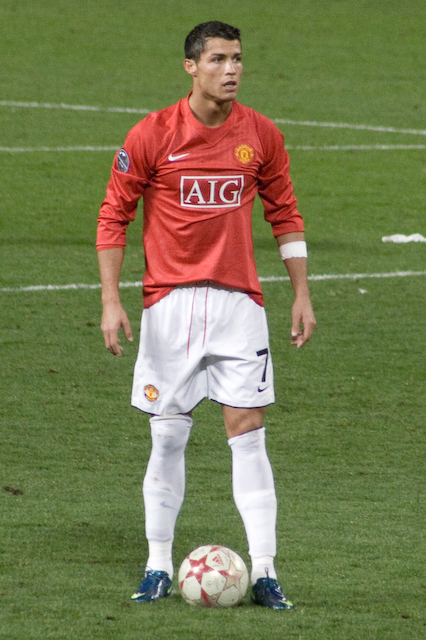
Кріштіану Роналду забив один хет-трик за «Манчестер Юнайтед» у матчі проти «Ньюкасла» в січні 2008 року

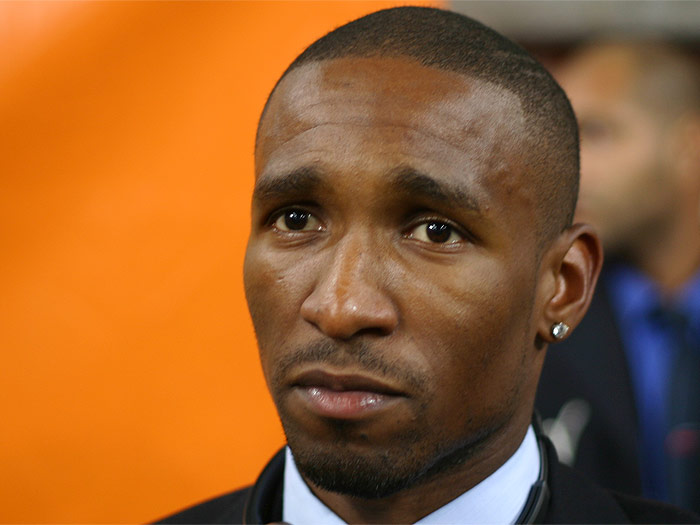
Джермейн Дефо забив п'ять голів «Вігану» за «Тоттенгем Готспур» в листопаді 2009 року

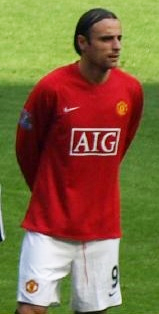
Дімітар Бербатов забив п'ять голів «Блекберну» за «Манчестер Юнайтед» в листопаді 2010 року

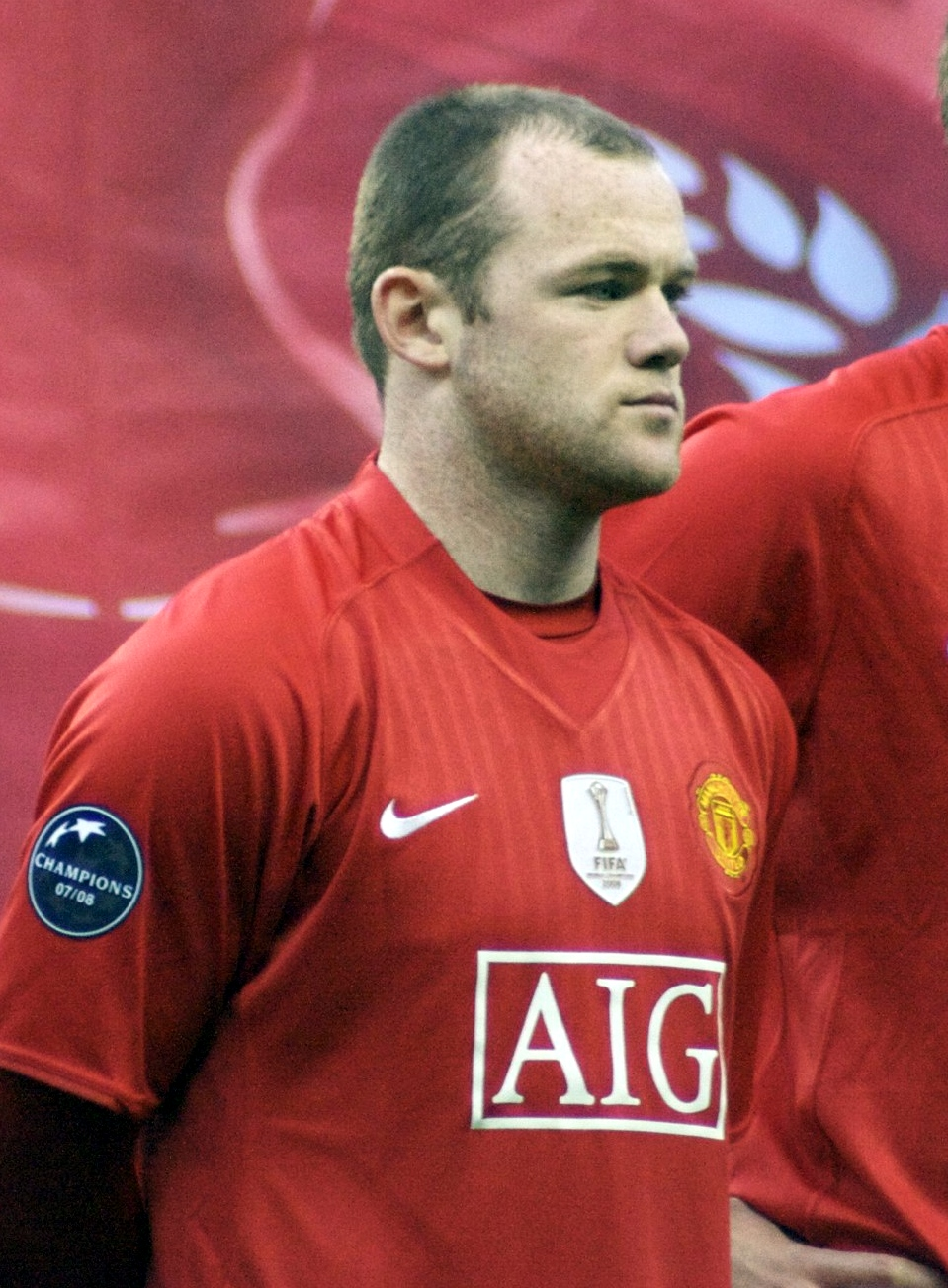
Вейн Руні забивав 3 і більше голів в одному матчі 6 разів

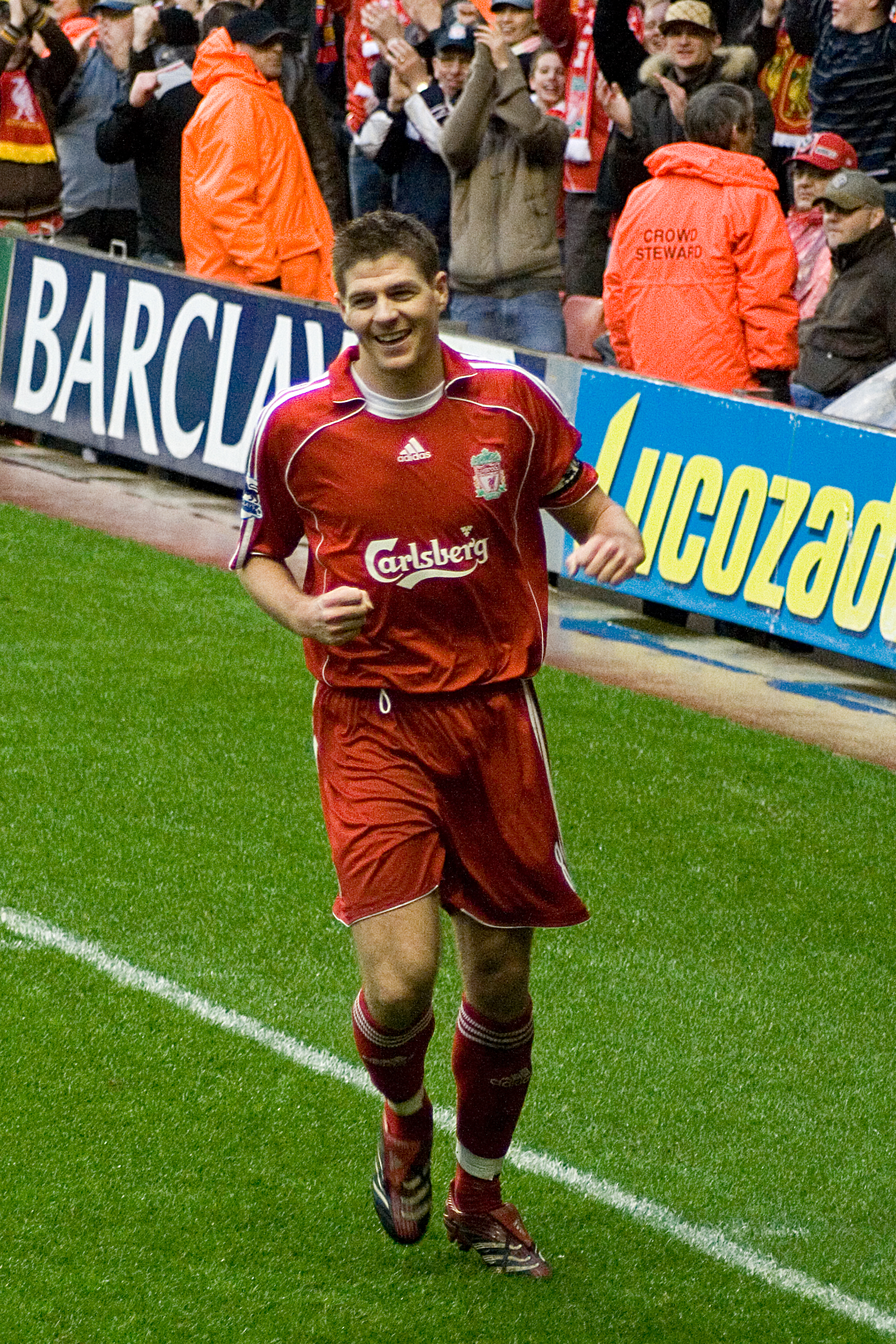
Стівен Джеррард став першим гравцем, який зробив хет-трик у Мерсісайдському дербі

| Ключ | Ключ                                       |
| ---- | ------------------------------------------ |
| 4    | Гравець забив чотири м'ячі                 |
| 5    | Гравець забив п'ять м'ячів                 |
| ×    | Гравець забив хет-трик, вийшовши на заміну |
| *    | Команда, що грала вдома, забила перша      |

| Гравець                    | Національність       | Клуб                      | Суперник                   | Результат | Дата              | Прим.   |
| -------------------------- | -------------------- | ------------------------- | -------------------------- | --------- | ----------------- | ------- |
| Ерік Кантона               | Франція              | Лідс Юнайтед*             | Тоттенгем Готспур          | 5–0       | 25 серпня 1992    | [ 6 ]   |
| Марк Робінс                | Англія               | Норвіч Сіті*              | Олдхем Атлетік             | 3–2       | 9 листопада 1992  | [ 7 ]   |
| Джон Гендрі                | Шотландія            | Мідлсбро*                 | Блекберн Роверз            | 3–2       | 5 грудня 1992     | [ 8 ]   |
| Енді Сінтон                | Англія               | Квінз Парк Рейнджерс*     | Евертон                    | 4–2       | 28 грудня 1992    | [ 9 ]   |
| Браян Дін                  | Англія               | Шеффілд Юнайтед*          | Іпсвіч Таун                | 3–0       | 16 січня 1993     | [ 10 ]  |
| Тедді Шерінгем             | Англія               | Тоттенгем Готспур*        | Лідс Юнайтед               | 4–0       | 20 лютого 1993    | [ 11 ]  |
| Гордон Стракан             | Шотландія            | Лідс Юнайтед*             | Блекберн Роверз            | 5–2       | 10 квітня 1993    | [ 12 ]  |
| Лес Фердінанд              | Англія               | Квінз Парк Рейнджерс*     | Ноттінгем Форест           | 4–3       | 10 квітня 1993    | [ 13 ]  |
| Кріс Барт-Вільямс          | Англія               | Шеффілд Венсдей*          | Саутгемптон                | 5–2       | 12 квітня 1993    | [ 14 ]  |
| Лес Фердінанд              | Англія               | Квінз Парк Рейнджерс      | Евертон*                   | 3–5       | 12 квітня 1993    | [ 15 ]  |
| Кріс Саттон                | Англія               | Норвіч Сіті*              | Лідс Юнайтед               | 4–2       | 14 квітня 1993    | [ 16 ]  |
| Марк Волтерс               | Англія               | Ліверпуль*                | Кавентрі Сіті              | 4–0       | 17 квітня 1993    | [ 17 ]  |
| Род Воллес                 | Англія               | Лідс Юнайтед              | Кавентрі Сіті*             | 3–3       | 8 травня 1993     | [ 18 ]  |
| Метью Ле Тісьє             | Англія               | Саутгемптон               | Олдхем Атлетік*            | 4–3       | 8 травня 1993     | [ 19 ]  |
| Мікі Квінн                 | Англія               | Кавентрі Сіті             | Арсенал*                   | 0–3       | 14 серпня 1993    | [ 20 ]  |
| Тоні Котті                 | Англія               | Евертон*                  | Шеффілд Юнайтед            | 4–2       | 21 серпня 1993    | [ 21 ]  |
| Кевін Кемпбелл             | Англія               | Арсенал*                  | Іпсвіч Таун                | 4–0       | 11 вересня 1993   | [ 22 ]  |
| Ефан Екоку4                | Нігерія              | Норвіч Сіті               | Евертон*                   | 1–5       | 25 вересня 1993   | [ 23 ]  |
| Алан Ширер                 | Англія               | Блекберн Роверз           | Лідс Юнайтед*              | 3–3       | 23 жовтня 1993    | [ 24 ]  |
| Пітер Бердслі              | Англія               | Ньюкасл Юнайтед*          | Вімблдон                   | 4–0       | 30 жовтня 1993    | [ 25 ]  |
| Роббі Фаулер               | Англія               | Ліверпуль*                | Саутгемптон                | 4–2       | 30 жовтня 1993    | [ 26 ]  |
| Бредлі Аллен               | Англія               | Квінз Парк Рейнджерс      | Евертон*                   | 0–3       | 20 листопада 1993 | [ 27 ]  |
| Ендрю Коул                 | Англія               | Ньюкасл Юнайтед*          | Ліверпуль                  | 3–0       | 21 листопада 1993 | [ 28 ]  |
| Кевін Кемпбелл             | Англія               | Арсенал*                  | Свіндон Таун               | 4–0       | 27 грудня 1993    | [ 29 ]  |
| Тоні Котті                 | Англія               | Евертон*                  | Свіндон Таун               | 6–0       | 15 січня 1994     | [ 30 ]  |
| Ян Аге Фйортофт            | Норвегія             | Свіндон Таун*             | Кавентрі Сіті              | 3–1       | 5 лютого 1994     | [ 31 ]  |
| Дін Сондерс                | Уельс                | Астон Вілла*              | Свіндон Таун               | 5–0       | 12 лютого 1994    | [ 32 ]  |
| Метью Ле Тісьє             | Англія               | Саутгемптон*              | Ліверпуль                  | 4–2       | 14 лютого 1994    | [ 33 ]  |
| Ендрю Коул                 | Англія               | Ньюкасл Юнайтед*          | Кавентрі Сіті              | 4–0       | 23 лютого 1994    | [ 34 ]  |
| Іан Райт                   | Англія               | Арсенал                   | Іпсвіч Таун*               | 1–5       | 5 березня 1994    | [ 35 ]  |
| Іан Райт                   | Англія               | Арсенал                   | Саутгемптон*               | 0–4       | 19 березня 1994   | [ 36 ]  |
| Метью Ле Тісьє             | Англія               | Саутгемптон               | Норвіч Сіті*               | 4–5       | 9 квітня 1994     | [ 37 ]  |
| Дін Голдсворт              | Англія               | Вімблдон*                 | Олдхем Атлетік             | 3–0       | 26 квітня 1994    | [ 38 ]  |
| Кріс Саттон                | Англія               | Блекберн Роверз*          | Кавентрі Сіті              | 4–0       | 27 серпня 1994    | [ 39 ]  |
| Роббі Фаулер               | Англія               | Ліверпуль*                | Арсенал                    | 4–3       | 28 серпня 1994    | [ 2 ]   |
| Андрій Канчельскіс         | Росія                | Манчестер Юнайтед*        | Манчестер Сіті             | 5–0       | 10 листопада 1994 | [ 40 ]  |
| Алан Ширер                 | Англія               | Блекберн Роверз*          | Квінз Парк Рейнджерс       | 4–0       | 26 листопада 1994 | [ 41 ]  |
| Тедді Шерінгем             | Англія               | Тоттенгем Готспур*        | Ньюкасл Юнайтед            | 4–2       | 3 грудня 1994     | [ 42 ]  |
| Тоні Котті                 | Англія               | Вест Хем Юнайтед*         | Манчестер Сіті             | 3–0       | 17 грудня 1994    | [ 43 ]  |
| Алан Ширер                 | Англія               | Блекберн Роверз*          | Вест Хем Юнайтед           | 4–2       | 2 січня 1995      | [ 44 ]  |
| Алан Ширер                 | Англія               | Блекберн Роверз*          | Іпсвіч Таун                | 4–1       | 28 січня 1995     | [ 45 ]  |
| Томмі Джонсон              | Англія               | Астон Вілла*              | Вімблдон                   | 7–1       | 11 лютого 1995    | [ 46 ]  |
| Ендрю Коул5                | Англія               | Манчестер Юнайтед*        | Іпсвіч Таун                | 9–0       | 4 березня 1995    | [ 47 ]  |
| Пітер Ндлову               | Зімбабве             | Кавентрі Сіті             | Ліверпуль*                 | 2–3       | 14 березня 1995   | [ 48 ]  |
| Тоні Єбоа                  | Гана                 | Лідс Юнайтед*             | Іпсвіч Таун                | 4–0       | 5 квітня 1995     | [ 49 ]  |
| Іан Райт                   | Англія               | Арсенал*                  | Іпсвіч Таун                | 4–1       | 15 квітня 1995    | [ 50 ]  |
| Метью Ле Тісьє             | Англія               | Саутгемптон*              | Ноттінгем Форест           | 3–4       | 19 серпня 1995    | [ 51 ]  |
| Роббі Фаулер4              | Англія               | Ліверпуль*                | Болтон Вондерерз           | 5–2       | 23 вересня 1995   | [ 52 ]  |
| Алан Ширер                 | Англія               | Блекберн Роверз*          | Кавентрі Сіті              | 5–1       | 23 вересня 1995   | [ 53 ]  |
| Тоні Єбоа                  | Гана                 | Лідс Юнайтед              | Вімблдон*                  | 2–4       | 23 вересня 1995   | [ 54 ]  |
| Лес Фердінанд              | Англія               | Ньюкасл Юнайтед*          | Вімблдон                   | 6–1       | 21 жовтня 1995    | [ 55 ]  |
| Гері Макаллістер           | Шотландія            | Лідс Юнайтед*             | Кавентрі Сіті              | 3–1       | 28 жовтня 1995    | [ 56 ]  |
| Алан Ширер                 | Англія               | Блекберн Роверз*          | Ноттінгем Форест           | 7–0       | 18 листопада 1995 | [ 57 ]  |
| Алан Ширер                 | Англія               | Блекберн Роверз*          | Вест Хем Юнайтед           | 4–2       | 2 грудня 1995     | [ 58 ]  |
| Діон Даблін                | Англія               | Кавентрі Сіті             | Шеффілд Венсдей*           | 4–3       | 4 грудня 1995     | [ 59 ]  |
| Саво Милошевич             | Югославія            | Астон Вілла*              | Кавентрі Сіті              | 4–1       | 16 грудня 1995    | [ 60 ]  |
| Роббі Фаулер               | Англія               | Ліверпуль*                | Арсенал                    | 3–1       | 23 грудня 1995    | [ 61 ]  |
| Алан Ширер                 | Англія               | Блекберн Роверз*          | Болтон Вондерерз           | 3–1       | 3 лютого 1996     | [ 62 ]  |
| Гевін Пікок                | Англія               | Челсі*                    | Мідлсбро                   | 5–0       | 4 лютого 1996     | [ 63 ]  |
| Алан Ширер                 | Англія               | Блекберн Роверз           | Тоттенгем Готспур*         | 2–3       | 16 березня 1996   | [ 64 ]  |
| Марк Г'юз                  | Уельс                | Челсі*                    | Лідс Юнайтед               | 4–1       | 13 квітня 1996    | [ 65 ]  |
| Андрій Канчельскіс         | Росія                | Евертон                   | Шеффілд Венсдей*           | 2–5       | 27 квітня 1996    | [ 66 ]  |
| Кевін Кемпбелл             | Англія               | Ноттінгем Форест          | Кавентрі Сіті*             | 0–3       | 17 серпня 1996    | [ 67 ]  |
| Фабріціо Раванеллі         | Італія               | Мідлсбро*                 | Ліверпуль                  | 3–3       | 17 серпня 1996    | [ 68 ]  |
| Іан Райт                   | Англія               | Арсенал*                  | Шеффілд Венсдей            | 4–1       | 16 вересня 1996   | [ 69 ]  |
| Двайт Йорк                 | Тринідад і Тобаго    | Астон Вілла               | Ньюкасл Юнайтед*           | 4–3       | 30 вересня 1996   | [ 70 ]  |
| Гері Спід                  | Уельс                | Евертон*                  | Саутгемптон                | 7–1       | 16 листопада 1996 | [ 71 ]  |
| Роббі Фаулер4              | Англія               | Ліверпуль*                | Мідлсбро                   | 5–1       | 14 грудня 1996    | [ 72 ]  |
| Алан Ширер                 | Англія               | Ньюкасл Юнайтед*          | Лестер Сіті                | 4–3       | 2 лютого 1997     | [ 73 ]  |
| Іан Маршалл                | Англія               | Лестер Сіті*              | Дербі Каунті               | 4–2       | 22 лютого 1997    | [ 74 ]  |
| Стеффен Іверсен            | Норвегія             | Тоттенгем Готспур         | Сандерленд*                | 0–4       | 4 березня 1997    | [ 75 ]  |
| Фабріціо Раванеллі         | Італія               | Мідлсбро*                 | Дербі Каунті               | 6–1       | 5 березня 1997    | [ 76 ]  |
| Кевін Галлахер             | Шотландія            | Блекберн Роверз*          | Вімблдон                   | 3–1       | 15 березня 1997   | [ 77 ]  |
| Пол Кітсон                 | Англія               | Вест Хем Юнайтед*         | Шеффілд Венсдей            | 5–1       | 3 травня 1997     | [ 78 ]  |
| Діон Даблін                | Англія               | Кавентрі Сіті*            | Челсі                      | 3–2       | 9 серпня 1997     | [ 79 ]  |
| Кріс Саттон                | Англія               | Блекберн Роверз           | Астон Вілла*               | 0–4       | 13 серпня 1997    | [ 80 ]  |
| Джанлука Віаллі4           | Італія               | Челсі                     | Барнслі*                   | 0–6       | 24 серпня 1997    | [ 81 ]  |
| Денніс Бергкам             | Нідерланди           | Арсенал*                  | Лестер Сіті                | 3–3       | 27 серпня 1997    | [ 82 ]  |
| Іан Райт                   | Англія               | Арсенал*                  | Болтон Вондерерз           | 4–1       | 13 вересня 1997   | [ 83 ]  |
| Патрік Бергер              | Чехія                | Ліверпуль*                | Челсі                      | 4–2       | 5 жовтня 1997     | [ 84 ]  |
| Ендрю Коул                 | Англія               | Манчестер Юнайтед*        | Барнслі                    | 7–0       | 25 жовтня 1997    | [ 85 ]  |
| Енді Бут                   | Англія               | Шеффілд Венсдей*          | Болтон Вондерерз           | 5–0       | 8 листопада 1997  | [ 86 ]  |
| Джанфранко Зола            | Італія               | Челсі*                    | Дербі Каунті               | 4–0       | 29 листопада 1997 | [ 87 ]  |
| Туре Андре Фло             | Норвегія             | Челсі                     | Тоттенгем Готспур          | 1–6       | 6 грудня 1997     | [ 88 ]  |
| Данкан Фергюсон            | Шотландія            | Евертон*                  | Болтон Вондерерз           | 3–2       | 28 грудня 1997    | [ 89 ]  |
| Кевін Каллакер             | Шотландія            | Блекберн Роверз*          | Астон Вілла                | 5–0       | 17 січня 1998     | [ 90 ]  |
| Майкл Овен                 | Англія               | Ліверпуль                 | Шеффілд Венсдей*           | 3–3       | 14 лютого 1998    | [ 91 ]  |
| Кріс Саттон                | Англія               | Блекберн Роверз*          | Лестер Сіті                | 5–3       | 28 лютого 1998    | [ 92 ]  |
| Даррен Гакербі             | Англія               | Кавентрі Сіті             | Лідс Юнайтед*              | 3–3       | 25 квітня 1998    | [ 93 ]  |
| Юрген Клінсманн4           | Німеччина            | Тоттенгем Готспур         | Вімблдон*                  | 2–6       | 2 травня 1998     | [ 94 ]  |
| Клів Мендонка              | Англія               | Чарльтон Атлетік*         | Саутгемптон                | 5–0       | 22 серпня 1998    | [ 95 ]  |
| Майкл Овен                 | Англія               | Ліверпуль                 | Ньюкасл Юнайтед*           | 1–4       | 30 серпня 1998    | [ 96 ]  |
| Майкл Овен4                | Англія               | Ліверпуль*                | Ноттінгем Форест           | 5–1       | 24 жовтня 1998    | [ 97 ]  |
| Діон Даблін                | Англія               | Астон Вілла               | Саутгемптон                | 1–4       | 14 листопада 1998 | [ 98 ]  |
| Роббі Фаулер               | Англія               | Ліверпуль                 | Астон Вілла*               | 2–4       | 21 листопада 1998 | [ 99 ]  |
| Кріс Армстронг             | Англія               | Тоттенгем Готспур*        | Евертон                    | 4–1       | 28 грудня 1998    | [ 100 ] |
| Даррен Гакербі             | Англія               | Кавентрі Сіті*            | Ноттінгем Форест           | 4–0       | 9 січня 1999      | [ 101 ] |
| Роббі Фаулер               | Англія               | Ліверпуль*                | Саутгемптон                | 7–1       | 16 січня 1999     | [ 102 ] |
| Двайт Йорк                 | Тринідад і Тобаго    | Манчестер Юнайтед         | Лестер Сіті*               | 2–6       | 16 січня 1999     | [ 103 ] |
| Уле Гуннар Сульшер4×       | Норвегія             | Манчестер Юнайтед         | Ноттінгем Форест*          | 1–8       | 6 лютого 1999     | [ 2 ]   |
| Ніколя Анелька             | Франція              | Арсенал*                  | Лестер Сіті                | 5–0       | 20 лютого 1999    | [ 104 ] |
| Кевін Кемпбелл             | Англія               | Евертон*                  | Вест Хем Юнайтед           | 6–0       | 8 травня 1999     | [ 105 ] |
| Майкл Бриджс               | Англія               | Лідс Юнайтед              | Саутгемптон*               | 0–3       | 11 серпня 1999    | [ 106 ] |
| Ендрю Коул4                | Англія               | Манчестер Юнайтед*        | Ньюкасл Юнайтед            | 5–1       | 30 серпня 1999    | [ 107 ] |
| Кевін Філіпс               | Англія               | Сандерленд                | Дербі Каунті*              | 0–5       | 18 вересня 1999   | [ 108 ] |
| Алан Ширер5                | Англія               | Ньюкасл Юнайтед*          | Шеффілд Венсдей            | 8–0       | 19 вересня 1999   | [ 109 ] |
| Нванкво Кану               | Нігерія              | Арсенал                   | Челсі*                     | 2–3       | 23 жовтня 1999    | [ 110 ] |
| Марк Овермарс              | Нідерланди           | Арсенал*                  | Мідлсбро                   | 5–1       | 21 листопада 1999 | [ 111 ] |
| Уле Гуннар Сульшер4        | Норвегія             | Манчестер Юнайтед*        | Евертон                    | 5–1       | 4 грудня 1999     | [ 112 ] |
| Нік Бармбі                 | Англія               | Евертон                   | Вест Хем Юнайтед*          | 0–4       | 7 лютого 2000     | [ 113 ] |
| Стен Коллімор              | Англія               | Лестер Сіті*              | Сандерленд                 | 5–2       | 5 березня 2000    | [ 114 ] |
| Стеффен Іверсен            | Норвегія             | Тоттенгем Готспур*        | Саутгемптон                | 7–2       | 11 березня 2000   | [ 115 ] |
| Двайт Йорк                 | Тринідад і Тобаго    | Манчестер Юнайтед*        | Дербі Каунті               | 3–1       | 11 березня 2000   | [ 116 ] |
| Пол Скоулз                 | Англія               | Манчестер Юнайтед*        | Вест Хем Юнайтед           | 7–1       | 1 квітня 2000     | [ 117 ] |
| Дін Віндасс                | Англія               | Бредфорд Сіті*            | Дербі Каунті               | 4–4       | 21 квітня 2000    | [ 118 ] |
| Поло Венчоп                | Коста-Рика           | Манчестер Сіті*           | Сандерленд                 | 4–2       | 23 серпня 2000    | [ 119 ] |
| Майкл Овен                 | Англія               | Ліверпуль*                | Астон Вілла                | 3–1       | 6 вересня 2000    | [ 120 ] |
| Еміль Гескі                | Англія               | Ліверпуль                 | Дербі Каунті*              | 0–4       | 15 жовтня 2000    | [ 121 ] |
| Джиммі Флойд Гассельбайнк4 | Нідерланди           | Челсі*                    | Кавентрі Сіті              | 6–1       | 21 жовтня 2000    | [ 122 ] |
| Тедді Шерінгем             | Англія               | Манчестер Юнайтед*        | Саутгемптон                | 5–0       | 28 жовтня 2000    | [ 123 ] |
| Марк Відука4               | Австралія            | Лідс Юнайтед*             | Ліверпуль                  | 4–3       | 4 листопада 2000  | [ 124 ] |
| Лес Фердінанд              | Англія               | Тоттенгем Готспур         | Лестер Сіті*               | 0–3       | 25 листопада 2000 | [ 125 ] |
| Рей Парлур                 | Англія               | Арсенал*                  | Ньюкасл Юнайтед            | 5–0       | 10 грудня 2000    | [ 126 ] |
| Тьєррі Анрі                | Франція              | Арсенал*                  | Лестер Сіті                | 6–1       | 26 грудня 2000    | [ 127 ] |
| Кевін Філліпс              | Англія               | Сандерленд                | Бредфорд Сіті*             | 1–4       | 26 грудня 2000    | [ 128 ] |
| Двайт Йорк                 | Тринідад і Тобаго    | Манчестер Юнайтед*        | Арсенал                    | 6–1       | 25 лютого 2001    | [ 129 ] |
| Сільвен Вільтор            | Франція              | Арсенал*                  | Вест Хем Юнайтед           | 3–0       | 3 березня 2001    | [ 130 ] |
| Маркус Стюарт              | Англія               | Іпсвіч Таун               | Саутгемптон*               | 0–3       | 7 квітня 2001     | [ 131 ] |
| Майкл Овен                 | Англія               | Ліверпуль*                | Ньюкасл Юнайтед            | 3–0       | 5 травня 2001     | [ 132 ] |
| Роббі Фаулер               | Англія               | Ліверпуль                 | Лестер Сіті*               | 1–4       | 20 жовтня 2001    | [ 133 ] |
| Пол Кітсон                 | Англія               | Вест Хем Юнайтед          | Чарльтон Атлетік*          | 4–4       | 19 листопада 2001 | [ 134 ] |
| Рууд ван Ністелрой         | Нідерланди           | Манчестер Юнайтед*        | Саутгемптон                | 6–1       | 22 грудня 2001    | [ 135 ] |
| Роббі Фаулер               | Англія               | Лідс Юнайтед              | Болтон Вондерерз*          | 0–3       | 26 грудня 2001    | [ 136 ] |
| Уле Гуннар Сульшер         | Норвегія             | Манчестер Юнайтед         | Болтон Вондерерз*          | 0–4       | 29 січня 2002     | [ 137 ] |
| Джиммі Флойд Гассельбайнк  | Нідерланди           | Челсі*                    | Тоттенгем Готспур          | 4–0       | 13 березня 2002   | [ 138 ] |
| Фреді Бобік                | Німеччина            | Болтон Вондерерз*         | Іпсвіч Таун                | 4–1       | 6 квітня 2002     | [ 139 ] |
| Майкл Овен                 | Англія               | Ліверпуль                 | Манчестер Сіті*            | 0–3       | 28 вересня 2002   | [ 140 ] |
| Джеймс Бетті               | Англія               | Саутгемптон*              | Фулгем                     | 4–2       | 27 жовтня 2002    | [ 141 ] |
| Рууд ван Ністелрой         | Нідерланди           | Манчестер Юнайтед*        | Ньюкасл Юнайтед            | 5–3       | 23 листопада 2002 | [ 142 ] |
| Роббі Кін                  | Ірландія             | Тоттенгем Готспур*        | Евертон                    | 4–3       | 12 січня 2003     | [ 143 ] |
| Тьєррі Анрі                | Франція              | Арсенал*                  | Вест Хем Юнайтед           | 3–1       | 19 січня 2003     | [ 144 ] |
| Рууд ван Ністелрой         | Нідерланди           | Манчестер Юнайтед*        | Фулгем                     | 3–0       | 22 березня 2003   | [ 145 ] |
| Марк Відука                | Австралія            | Лідс Юнайтед              | Чарльтон Атлетік*          | 1–6       | 5 квітня 2003     | [ 146 ] |
| Пол Скоулз                 | Англія               | Манчестер Юнайтед         | Ньюкасл Юнайтед*           | 2–6       | 12 квітня 2003    | [ 147 ] |
| Майкл Овен4                | Англія               | Ліверпуль                 | Вест Бромвіч Альбіон*      | 0–6       | 26 квітня 2003    | [ 148 ] |
| Рууд ван Ністелрой         | Нідерланди           | Манчестер Юнайтед*        | Чарльтон Атлетік           | 4–1       | 3 травня 2003     | [ 149 ] |
| Джермейн Пеннант           | Англія               | Арсенал*                  | Саутгемптон                | 6–1       | 7 травня 2003     | [ 150 ] |
| Роберт Пірес               | Франція              | Арсенал*                  | Саутгемптон                | 6–1       | 7 травня 2003     | [ 150 ] |
| Фредрік Юнгберг            | Швеція               | Арсенал                   | Сандерленд*                | 0–4       | 11 травня 2003    | [ 151 ] |
| Тедді Шерінгем             | Англія               | Портсмут*                 | Болтон Вондерерз           | 4–0       | 26 серпня 2003    | [ 152 ] |
| Ніколя Анелька             | Франція              | Манчестер Сіті*           | Астон Вілла                | 4–1       | 14 вересня 2003   | [ 153 ] |
| Рууд ван Ністелрой         | Нідерланди           | Манчестер Юнайтед         | Лестер Сіті*               | 1–4       | 27 вересня 2003   | [ 154 ] |
| Кевін Лісбі                | Ямайка               | Чарльтон Атлетік*         | Ліверпуль                  | 3–2       | 28 вересня 2003   | [ 155 ] |
| Стів Вотсон                | Англія               | Евертон*                  | Лідс Юнайтед               | 4–0       | 28 вересня 2003   | [ 156 ] |
| Роббі Кін                  | Ірландія             | Тоттенгем Готспур*        | Вулвергемптон Вондерерз    | 5–2       | 6 грудня 2003     | [ 157 ] |
| Джиммі Флойд Гассельбайнк× | Нідерланди           | Челсі*                    | Вулвергемптон Вондерерз    | 5–2       | 27 березня 2004   | [ 158 ] |
| Тьєррі Анрі                | Франція              | Арсенал*                  | Ліверпуль                  | 4–2       | 9 квітня 2004     | [ 159 ] |
| Тьєррі Анрі4               | Франція              | Арсенал*                  | Лідс Юнайтед               | 5–0       | 16 квітня 2004    | [ 160 ] |
| Якубу Аєгбені4             | Нігерія              | Портсмут*                 | Мідлсбро                   | 5–1       | 15 травня 2004    | [ 161 ] |
| Якубу Аєгбені              | Нігерія              | Портсмут*                 | Фулгем                     | 4–3       | 30 серпня 2004    | [ 162 ] |
| Джиммі Флойд Гассельбайнк  | Нідерланди           | Мідлсбро                  | Блекберн Роверз*           | 0–4       | 16 жовтня 2004    | [ 163 ] |
| Ейдур Гудйонсен            | Ісландія             | Челсі*                    | Блекберн Роверз            | 4–0       | 23 жовтня 2004    | [ 164 ] |
| Мілан Барош                | Чехія                | Ліверпуль*                | Крістал Пелес              | 3–2       | 13 листопада 2004 | [ 165 ] |
| Джермейн Дефо              | Англія               | Тоттенгем Готспур*        | Саутгемптон                | 5–1       | 18 грудня 2004    | [ 166 ] |
| Тьєррі Анрі                | Франція              | Арсенал*                  | Портсмут                   | 3–0       | 5 березня 2005    | [ 167 ] |
| Роберт Ерншоу×             | Уельс                | Вест Бромвіч Альбіон      | Чарльтон Атлетік*          | 1–4       | 19 березня 2005   | [ 168 ] |
| Тьєррі Анрі                | Франція              | Арсенал*                  | Норвіч Сіті                | 4–1       | 2 квітня 2005     | [ 169 ] |
| Марлон Гервуд              | Англія               | Вест Хем Юнайтед*         | Астон Вілла                | 4–0       | 12 вересня 2005   | [ 170 ] |
| Анрі Камара                | Сенегал              | Віган Атлетік*            | Чарльтон Атлетік           | 3–0       | 16 грудня 2005    | [ 171 ] |
| Майкл Овен                 | Англія               | Ньюкасл Юнайтед           | Вест Хем Юнайтед*          | 2–4       | 17 грудня 2005    | [ 172 ] |
| Тьєррі Анрі                | Франція              | Арсенал*                  | Мідлсбро                   | 7–0       | 14 січня 2006     | [ 173 ] |
| Девід Бентлі               | Англія               | Блекберн Роверз*          | Манчестер Юнайтед          | 4–3       | 1 лютого 2006     | [ 174 ] |
| Люк Мур                    | Англія               | Астон Вілла               | Мідлсбро*                  | 0–4       | 4 лютого 2006     | [ 175 ] |
| Тьєррі Анрі                | Франція              | Арсенал*                  | Віган Атлетік              | 4–2       | 7 травня 2006     | [ 176 ] |
| Вейн Руні                  | Англія               | Манчестер Юнайтед         | Болтон Вондерерз*          | 0–4       | 28 жовтня 2006    | [ 177 ] |
| Дідьє Дрогба               | Кот-д'Івуар          | Челсі*                    | Вотфорд                    | 4–0       | 11 листопада 2006 | [ 178 ] |
| Пітер Крауч                | Англія               | Ліверпуль*                | Арсенал                    | 4–1       | 31 березня 2007   | [ 179 ] |
| Еммануель Адебайор         | Того                 | Арсенал*                  | Дербі Каунті               | 5–0       | 22 вересня 2007   | [ 180 ] |
| Баенжані Мваруварі         | Зімбабве             | Портсмут*                 | Редінг                     | 7–4       | 29 вересня 2007   | [ 181 ] |
| Якубу Аєгбені              | Нігерія              | Евертон*                  | Фулгем                     | 3–0       | 8 грудня 2007     | [ 182 ] |
| Роке Санта-Крус            | Парагвай             | Блекберн Роверз           | Віган Атлетік*             | 3–5       | 15 грудня 2007    | [ 183 ] |
| Маркус Бент                | Англія               | Віган Атлетік*            | Блекберн Роверз            | 3–5       | 15 грудня 2007    | [ 184 ] |
| Дімітар Бербатов4          | Болгарія             | Тоттенгем Готспур*        | Редінг                     | 6–4       | 29 грудня 2007    | [ 185 ] |
| Криштіано Роналду          | Португалія           | Манчестер Юнайтед*        | Ньюкасл Юнайтед            | 6–0       | 12 січня 2008     | [ 186 ] |
| Бенжані Мваруварі          | Зімбабве             | Портсмут*                 | Дербі Каунті               | 3–1       | 19 січня 2008     | [ 187 ] |
| Джон Кер'ю                 | Норвегія             | Астон Вілла*              | Ньюкасл Юнайтед            | 4–1       | 9 лютого 2008     | [ 188 ] |
| Фернандо Торрес            | Іспанія              | Ліверпуль*                | Мідлсбро                   | 3–2       | 23 лютого 2008    | [ 189 ] |
| Мікаель Форсселл           | Фінляндія            | Бірмінгем Сіті*           | Тоттенгем Готспур          | 4–1       | 1 березня 2008    | [ 190 ] |
| Фернандо Торрес            | Іспанія              | Ліверпуль*                | Вест Хем Юнайтед           | 4–0       | 5 березня 2008    | [ 191 ] |
| Френк Лемпард4             | Англія               | Челсі*                    | Дербі Каунті               | 6–1       | 12 березня 2008   | [ 192 ] |
| Еммануель Адебайор×        | Того                 | Арсенал                   | Дербі Каунті*              | 2–6       | 28 квітня 2008    | [ 193 ] |
| Афонсо Алвеш               | Бразилія             | Мідлсбро*                 | Манчестер Сіті             | 8–1       | 11 травня 2008    | [ 194 ] |
| Габріель Агбонлахор        | Англія               | Астон Вілла*              | Манчестер Сіті             | 4–2       | 17 серпня 2008    | [ 195 ] |
| Еммануель Адебайор         | Того                 | Арсенал                   | Блекберн Роверз*           | 0–4       | 13 вересня 2008   | [ 196 ] |
| Робіньо                    | Бразилія             | Манчестер Сіті*           | Сток Сіті                  | 3–0       | 26 жовтня 2008    | [ 197 ] |
| Ніколя Анелька             | Франція              | Челсі*                    | Сандерленд                 | 5–0       | 1 листопада 2008  | [ 198 ] |
| Стівен Джеррард            | Англія               | Ліверпуль*                | Астон Вілла                | 5–0       | 22 березня 2009   | [ 199 ] |
| Андрій Аршавін4            | Росія                | Арсенал                   | Ліверпуль*                 | 4–4       | 21 квітня 2009    | [ 200 ] |
| Джермейн Дефо              | Англія               | Тоттенгем Готспур         | Галл Сіті*                 | 1–5       | 19 серпня 2009    | [ 201 ] |
| Йоссі Бенаюн               | Ізраїль              | Ліверпуль*                | Бернлі                     | 4–0       | 12 вересня 2009   | [ 202 ] |
| Фернандо Торрес            | Іспанія              | Ліверпуль*                | Галл Сіті                  | 6–1       | 26 вересня 2009   | [ 203 ] |
| Роббі Кін4                 | Ірландія             | Тоттенгем Готспур*        | Бернлі                     | 5–0       | 26 вересня 2009   | [ 204 ] |
| Аруна Діндан               | Кот-д'Івуар          | Портсмут*                 | Віган Атлетік              | 4–0       | 31 жовтня 2009    | [ 205 ] |
| Джермейн Дефо 5            | Англія               | Тоттенгем Готспур*        | Віган Атлетік              | 9–1       | 22 листопада 2009 | [ 206 ] |
| Вейн Руні                  | Англія               | Манчестер Юнайтед         | Портсмут*                  | 1–4       | 28 листопада 2009 | [ 207 ] |
| Карлос Тевес               | Аргентина            | Манчестер Сіті*           | Блекберн Роверз            | 4–1       | 11 січня 2010     | [ 208 ] |
| Вейн Руні4                 | Англія               | Манчестер Юнайтед*        | Галл Сіті                  | 4–0       | 23 січня 2010     | [ 209 ] |
| Даррен Бент                | Англія               | Сандерленд*               | Болтон Вондерерз           | 4–0       | 9 березня 2010    | [ 210 ] |
| Френк Лемпард4             | Англія               | Челсі*                    | Астон Вілла                | 7–1       | 27 березня 2010   | [ 211 ] |
| Карлос Тевес               | Аргентина            | Манчестер Сіті*           | Віган Атлетік              | 3–0       | 29 березня 2010   | [ 212 ] |
| Саломон Калу               | Кот-д'Івуар          | Челсі*                    | Сток Сіті                  | 7–0       | 25 квітня 2010    | [ 213 ] |
| Дідьє Дрогба               | Кот-д'Івуар          | Челсі*                    | Віган Атлетік              | 8–0       | 9 травня 2010     | [ 214 ] |
| Дідьє Дрогба               | Кот-д'Івуар          | Челсі*                    | Вест Бромвіч Альбіон       | 6–0       | 14 серпня 2010    | [ 215 ] |
| Тео Волкотт                | Англія               | Арсенал*                  | Блекпул                    | 6–0       | 21 серпня 2010    | [ 216 ] |
| Енді Керрол                | Англія               | Ньюкасл Юнайтед*          | Астон Вілла                | 6–0       | 22 серпня 2010    | [ 217 ] |
| Дімітар Бербатов           | Болгарія             | Манчестер Юнайтед*        | Ліверпуль                  | 3–2       | 19 вересня 2010   | [ 218 ] |
| Кевін Нолан                | Англія               | Ньюкасл Юнайтед*          | Сандерленд                 | 5–1       | 31 жовтня 2010    | [ 219 ] |
| Дімітар Бербатов5          | Болгарія             | Манчестер Юнайтед*        | Блекберн Роверз            | 7–1       | 27 листопада 2010 | [ 220 ] |
| Маріо Балотеллі            | Італія               | Манчестер Сіті*           | Астон Вілла                | 4–0       | 28 грудня 2010    | [ 221 ] |
| Леон Бест                  | Ірландія             | Ньюкасл Юнайтед*          | Вест Хем Юнайтед           | 5–0       | 5 січня 2011      | [ 222 ] |
| Дімітар Бербатов           | Болгарія             | Манчестер Юнайтед*        | Бірмінгем Сіті             | 5–0       | 22 січня 2011     | [ 223 ] |
| Робін ван Персі            | Нідерланди           | Арсенал*                  | Віган Атлетік              | 3–0       | 22 січня 2011     | [ 224 ] |
| Карлос Тевес               | Аргентина            | Манчестер Сіті*           | Вест Бромвіч Альбіон       | 3–0       | 5 лютого 2011     | [ 225 ] |
| Луї Саа4                   | Франція              | Евертон*                  | Блекпул                    | 5–3       | 5 лютого 2011     | [ 226 ] |
| Дірк Кьойт                 | Нідерланди           | Ліверпуль*                | Манчестер Юнайтед          | 3–1       | 6 березня 2011    | [ 227 ] |
| Вейн Руні                  | Англія               | Манчестер Юнайтед*        | Вест Хем Юнайтед           | 2–4       | 2 квітня 2011     | [ 228 ] |
| Максі Родрігес             | Аргентина            | Ліверпуль*                | Бірмінгем Сіті             | 5–0       | 23 квітня 2011    | [ 229 ] |
| Максі Родрігес             | Аргентина            | Ліверпуль*                | Фулгем                     | 2–5       | 9 травня 2011     | [ 230 ] |
| Сомен Тчої                 | Камерун              | Вест Бромвіч Альбіон      | Ньюкасл Юнайтед*           | 3–3       | 22 травня 2011    | [ 231 ] |
| Едін Джеко4                | Боснія і Герцеговина | Манчестер Сіті            | Тоттенгем Готспур*         | 1–5       | 28 серпня 2011    | [ 232 ] |
| Вейн Руні                  | Англія               | Манчестер Юнайтед*        | Арсенал                    | 8–2       | 28 серпня 2011    | [ 233 ] |
| Серхіо Агуеро              | Аргентина            | Манчестер Сіті*           | Віган Атлетік              | 3–0       | 10 вересня 2011   | [ 234 ] |
| Вейн Руні                  | Англія               | Манчестер Юнайтед         | Болтон Вондерерз*          | 0–5       | 10 вересня 2011   | [ 235 ] |
| Демба Ба                   | Сенегал              | Ньюкасл Юнайтед*          | Блекберн Роверз            | 3–1       | 23 вересня 2011   | [ 236 ] |
| Френк Лемпард              | Англія               | Челсі                     | Болтон Вондерерз*          | 1–5       | 2 жовтня 2011     | [ 237 ] |
| Ендрю Джонсон              | Англія               | Фулгем*                   | Квінз Парк Рейнджерс       | 6–0       | 2 жовтня 2011     | [ 238 ] |
| Робін ван Персі            | Нідерланди           | Арсенал                   | Челсі*                     | 3–5       | 29 жовтня 2011    | [ 239 ] |
| Демба Ба                   | Сенегал              | Ньюкасл Юнайтед           | Сток Сіті*                 | 1–3       | 31 жовтня 2011    | [ 240 ] |
| Якубу Аєгбені4             | Нігерія              | Блекберн Роверз*          | Свонсі Сіті                | 4–2       | 3 грудня 2011     | [ 241 ] |
| Дімітар Бербатов           | Болгарія             | Манчестер Юнайтед*        | Віган Атлетик              | 5–0       | 26 грудня 2011    | [ 242 ] |
| Клінт Демпсі               | США                  | Фулгем*                   | Ньюкасл Юнайтед            | 5–2       | 20 січня 2012     | [ 243 ] |
| Робін ван Персі            | Нідерланди           | Арсенал*                  | Блекберн Роверз            | 7–1       | 4 лютого 2012     | [ 244 ] |
| Пітер Одемвінгі            | Нігерія              | Вест Бромвіч Альбіон      | Вулвергемптон Вондерерз*   | 1–5       | 12 лютого 2012    | [ 245 ] |
| Павло Погребняк            | Росія                | Фулгем*                   | Вулвергемптон Вондерерз    | 5–0       | 4 березня 2012    | [ 246 ] |
| Стівен Джеррард            | Англія               | Ліверпуль*                | Евертон                    | 3–0       | 13 березня 2012   | [ 247 ] |
| Карлос Тевес               | Аргентина            | Манчестер Сіті            | Норвіч Сіті*               | 1–6       | 14 квітня 2012    | [ 248 ] |
| Луїс Суарес                | Уругвай              | Ліверпуль                 | Норвіч Сіті*               | 0–3       | 28 квітня 2012    | [ 249 ] |
| Фернандо Торрес            | Іспанія              | Челсі*                    | Квінз Парк Рейнджерс       | 6–1       | 29 квітня 2012    | [ 250 ] |
| Робін ван Персі            | Нідерланди           | Манчестер Юнайтед         | Саутгемптон*               | 2–3       | 2 вересня 2012    | [ 251 ] |
| Луїс Суарес                | Уругвай              | Ліверпуль                 | Норвіч Сіті*               | 2–5       | 29 вересня 2012   | [ 252 ] |
| Хорді Гомес                | Іспанія              | Віган Атлетік*            | Редінг                     | 3–2       | 24 листопада 2012 | [ 253 ] |
| Санті Касорла              | Іспанія              | Арсенал                   | Редінг*                    | 2–5       | 17 грудня 2012    | [ 254 ] |
| Гарет Бейл                 | Уельс                | Тоттенгем Готспур         | Астон Вілла*               | 0–4       | 26 грудня 2012    | [ 255 ] |
| Тео Волкотт                | Англія               | Арсенал*                  | Ньюкасл Юнайтед            | 7–3       | 29 грудня 2012    | [ 256 ] |
| Сіндзі Кагава              | Японія               | Манчестер Юнайтед*        | Норвіч Сіті                | 4–0       | 2 березня 2013    | [ 257 ] |
| Луїс Суарес                | Уругвай              | Ліверпуль                 | Віган Атлетік*             | 0–4       | 2 березня 2013    | [ 258 ] |
| Робін ван Персі            | Нідерланди           | Манчестер Юнайтед*        | Астон Вілла                | 3–0       | 22 квітня 2013    | [ 259 ] |
| Крістіан Бентеке           | Бельгія              | Астон Вілла*              | Сандерленд                 | 6–1       | 29 квітня 2013    | [ 260 ] |
| Деніел Старрідж            | Англія               | Ліверпуль                 | Фулгем*                    | 1–3       | 12 травня 2013    | [ 261 ] |
| Кевін Нолан                | Англія               | Вест Гем Юнайтед*         | Редінг                     | 4–2       | 19 травня 2013    | [ 262 ] |
| Ромелу Лукаку×             | Бельгія              | Вест-Бромвіч Альбіон*     | Манчестер Юнайтед          | 5–5       | 19 травня 2013    | [ 263 ] |
| Луїс Суарес                | Уругвай              | Ліверпуль*                | Вест-Бромвіч Альбіон       | 4–1       | 26 жовтня 2013    | [ 264 ] |
| Луїс Суарес4               | Уругвай              | Ліверпуль*                | Норвіч Сіті                | 5–1       | 4 грудня 2013     | [ 265 ] |
| Адам Джонсон               | Англія               | Сандерленд                | Фулгем*                    | 1–4       | 11 січня 2014     | [ 266 ] |
| Самюель Ето'о              | Камерун              | Челсі*                    | Манчестер Юнайтед          | 3–1       | 19 січня 2014     | [ 267 ] |
| Еден Азар                  | Бельгія              | Челсі*                    | Ньюкасл Юнайтед            | 3–0       | 8 лютого 2014     | [ 268 ] |
| Андре Шюррле               | Німеччина            | Челсі                     | Фулгем*                    | 1–3       | 1 березня 2014    | [ 269 ] |
| Яя Туре                    | Кот-д'Івуар          | Манчестер Сіті*           | Фулгем                     | 5–0       | 22 березня 2014   | [ 270 ] |
| Луїс Суарес                | Уругвай              | Ліверпуль                 | Кардіфф Сіті*              | 3–6       | 22 березня 2014   | [ 271 ] |
| Дієго Коста                | Іспанія              | Челсі*                    | Свонсі Сіті                | 4–2       | 13 вересня 2014   | [ 272 ] |
| Серхіо Агуеро4             | Аргентина            | Манчестер Сіті*           | Тоттенгем Готспур          | 4–1       | 18 жовтня 2014    | [ 273 ] |
| Чарлі Остін                | Англія               | Квінз Парк Рейнджерс*     | Вест-Бромвіч Альбіон       | 3–2       | 20 грудня 2014    | [ 274 ] |
| Джонатан Волтерс           | Ірландія             | Сток Сіті*                | Квінз Парк Рейнджерс       | 3–1       | 31 січня 2015     | [ 275 ] |
| Гаррі Кейн                 | Англія               | Тоттенгем Готспур*        | Лестер Сіті                | 4–3       | 21 березня 2015   | [ 276 ] |
| Крістіан Бентеке           | Бельгія              | Астон Вілла*              | Квінз Парк Рейнджерс       | 3–3       | 7 квітня 2015     | [ 277 ] |
| Яннік Боласі               | ДР Конго             | Крістал Пелес             | Сандерленд*                | 1–4       | 11 квітня 2015    | [ 278 ] |
| Серхіо Агуеро              | Аргентина            | Манчестер Сіті*           | Квінз Парк Рейнджерс       | 6–0       | 10 травня 2015    | [ 279 ] |
| Садіо Мане                 | Сенегал              | Саутгемптон*              | Астон Вілла                | 6–1       | 16 травня 2015    | [ 280 ] |
| Тео Волкотт                | Англія               | Арсенал*                  | Вест-Бромвіч Альбіон       | 4–0       | 24 травня 2015    | [ 281 ] |
| Каллам Вілсон              | Англія               | Борнмут                   | Вест Гем Юнайтед*          | 3–4       | 22 серпня 2015    | [ 282 ] |
| Стівен Нейсміт×            | Шотландія            | Евертон*                  | Челсі                      | 3–1       | 12 вересня 2015   | [ 283 ] |
| Алексіс Санчес             | Чилі                 | Арсенал                   | Лестер Сіті*               | 2–5       | 26 вересня 2015   | [ 284 ] |
| Серхіо Агуеро5             | Аргентина            | Манчестер Сіті*           | Ньюкасл Юнайтед            | 6–1       | 3 жовтня 2015     | [ 285 ] |
| Рагім Стерлінг             | Англія               | Манчестер Сіті            | Борнмут                    | 5–1       | 17 жовтня 2015    | [ 286 ] |
| Джорджиніо Вейналдум4      | Нідерланди           | Ньюкасл Юнайтед           | Норвіч Сіті                | 6–2       | 18 жовтня 2015    | [ 287 ] |
| Гаррі Кейн                 | Англія               | Тоттенгем Готспур         | Борнмут                    | 5–1       | 25 жовтня 2015    | [ 288 ] |
| Аруна Коне                 | Кот-д'Івуар          | Евертон                   | Сандерленд                 | 6–2       | 1 листопада 2015  | [ 289 ] |
| Ріяд Махрез                | Алжир                | Лестер Сіті               | Свонсі Сіті                | 3–0       | 5 грудня 2015     | [ 290 ] |
| Джермейн Дефо              | Англія               | Сандерленд                | Свонсі Сіті                | 4–2       | 13 січня 2016     | [ 291 ] |
| Енді Керролл               | Англія               | Вест Гем Юнайтед          | Арсенал                    | 3–3       | 9 квітня 2016     | [ 292 ] |
| Серхіо Агуеро              | Аргентина            | Манчестер Сіті            | Челсі                      | 3–0       | 16 квітня 2016    | [ 293 ] |
| Садіо Мане                 | Сенегал              | Саутгемптон               | Манчестер Сіті             | 4–2       | 1 травня 2016     | [ 294 ] |
| Олів'є Жіру                | Франція              | Арсенал                   | Астон Вілла                | 4–0       | 15 травня 2016    | [ 295 ] |
| Ромелу Лукаку              | Бельгія              | «Евертон»                 | «Сандерленд»               | 3–0       | 12 вересня 2016   | [ 296 ] |
| Алексіс Санчес             | Чилі                 | «Арсенал»                 | «Вест Гем Юнайтед»         | 5–1       | 3 грудня 2016     | [ 297 ] |
| Джеймі Варді               | Англія               | «Лестер Сіті»             | «Манчестер Сіті»           | 4–2       | 10 грудня 2016    | [ 298 ] |
| Саломон Рондон             | Венесуела            | «Вест-Бромвіч Альбіон»    | «Свонсі Сіті»              | 3–1       | 14 грудня 2016    | [ 299 ] |
| Андре Грей                 | Англія               | «Бернлі»                  | «Сандерленд»               | 4–1       | 31 грудня 2016    | [ 300 ] |
| Гаррі Кейн                 | Англія               | «Тоттенгем Готспур»       | «Вест-Бромвіч Альбіон»     | 4–0       | 14 січня 2017     | [ 301 ] |
| Ромелу Лукаку 4            | Бельгія              | «Евертон»                 | «Борнмут»                  | 6–3       | 4 лютого 2017     | [ 302 ] |
| Гаррі Кейн                 | Англія               | «Тоттенгем Готспур»       | «Сток Сіті»                | 4–0       | 26 лютого 2017    | [ 303 ] |
| Джошуа Кінг                | Норвегія             | «Борнмут»                 | «Вест Гем Юнайтед»         | 3–2       | 11 березня 2017   | [ 304 ] |
| Гаррі Кейн 4               | Англія               | «Тоттенгем Готспур»       | «Лестер Сіті»              | 6–1       | 18 травня 2017    | [ 305 ] |
| Гаррі Кейн                 | Англія               | «Тоттенгем Готспур»       | «Галл Сіті»                | 7–1       | 21 травня 2017    | [ 306 ] |
| Серхіо Агуеро              | Аргентина            | «Манчестер Сіті»          | «Вотфорд»                  | 6–0       | 16 вересня 2017   |         |
| Альваро Мората             | Іспанія              | «Челсі»                   | «Сток Сіті»                | 4–0       | 23 вересня 2017   |         |
| Каллам Вілсон              | Англія               | «Борнмут»                 | «Гаддерсфілд Таун»         | 4–0       | 18 листопада 2017 |         |
| Вейн Руні                  | Англія               | «Евертон»                 | «Вест Гем Юнайтед»         | 4–0       | 29 листопада 2017 | [ 307 ] |
| Гаррі Кейн                 | Англія               | «Тоттенгем Готспур»       | «Бернлі»                   | 3–0       | 23 грудня 2017    | [ 308 ] |
| Гаррі Кейн                 | Англія               | «Тоттенгем Готспур»       | «Саутгемптон»              | 5–2       | 26 грудня 2017    | [ 309 ] |
| Серхіо Агуеро              | Аргентина            | «Манчестер Сіті»          | «Ньюкасл Юнайтед»          | 3–1       | 20 січня 2018     | [ 310 ] |
| Аарон Ремзі                | Уельс                | «Арсенал»                 | «Евертон»                  | 5–1       | 3 лютого 2018     | [ 311 ] |
| Серхіо Агуеро 4            | Аргентина            | «Манчестер Сіті»          | «Лестер Сіті»              | 5–1       | 10 лютого 2018    | [ 312 ] |
| Серхіо Агуеро              | Аргентина            | «Манчестер Сіті»          | «Гаддерсфілд Таун»         | 6–1       | 19 серпня 2018    |         |
| Еден Азар                  | Бельгія              | «Челсі»                   | «Кардіфф Сіті»             | 4–1       | 15 вересня 2018   |         |
| Мохаммед Салах             | Єгипет               | «Ліверпуль»               | «Борнмут»                  | 4–0       | 8 грудня 2018     |         |
| Роберто Фірміно            | Бразилія             | «Ліверпуль»               | «Арсенал»                  | 5–1       | 15 грудня 2018    |         |
| Діогу Жота                 | Португалія           | «Вулвергемптон Вондерерз» | «Лестер Сіті»              | 4–3       | 19 січня 2019     |         |
| Серхіо Агуеро              | Аргентина            | «Манчестер Сіті»          | «Арсенал»                  | 3–1       | 3 лютого 2019     |         |
| Серхіо Агуеро              | Аргентина            | «Манчестер Сіті»          | «Челсі»                    | 6–0       | 10 лютого 2019    |         |
| Жерар Деулофеу             | Іспанія              | «Вотфорд»                 | «Кардіфф Сіті»             | 5–1       | 22 лютого 2019    |         |
| Рахім Стерлінг             | Англія               | «Манчестер Сіті»          | «Вотфорд»                  | 3–1       | 9 березня 2019    |         |
| Лукас Моура                | Бразилія             | «Тоттенгем Готспур»       | «Гаддерсфілд Таун»         | 4–0       | 13 квітня 2018    |         |
| Айосе Перес                | Іспанія              | «Ньюкасл Юнайтед»         | «Саутгемптон»              | 3–1       | 20 квітня 2019    |         |
| Рахім Стерлінг             | Англія               | «Манчестер Сіті»          | «Вест Гем Юнайтед»         | 5–0       | 10 серпня 2019    | [ 313 ] |
| Теему Пуккі                | Фінляндія            | «Норвіч Сіті»             | «Ньюкасл Юнайтед»          | 3–1       | 17 серпня 2019    | [ 314 ] |
| Теммі Абрагам              | Англія               | «Челсі»                   | «Вулвергемптон Вондерерз»  | 5–2       | 14 вересня 2019   | [ 315 ] |
| Бернарду Сілва             | Португалія           | «Манчестер Сіті»          | «Вотфорд»                  | 4–0       | 21 вересня 2019   | [ 316 ] |
| Айосе Перес                | Іспанія              | «Лестер Сіті»             | «Саутгемптон»              | 9–0       | 25 жовтня 2019    | [ 317 ] |
| Джеймі Варді               | Англія               | «Лестер Сіті»             | «Саутгемптон»              | 9–0       | 25 жовтня 2019    | [ 317 ] |
| Крістіан Пулишич           | США                  | «Челсі»                   | «Бернлі»                   | 4–2       | 26 жовтня 2019    | [ 318 ] |
| Серхіо Агуеро              | Аргентина            | «Манчестер Сіті»          | «Астон Вілла»              | 6–1       | 12 січня 2020     | [ 319 ] |
| Антоні Марсьяль            | Франція              | «Манчестер Юнайтед»       | «Астон Юнайтед»            | 3–0       | 24 червня 2020    | [ 320 ] |
| Майкл Антоніо 4            | Англія               | «Вест Гем Юнайтед»        | «Норвіч Сіті»              | 4–0       | 11 липня 2020     | [ 321 ] |
| Рахім Стерлінг             | Англія               | «Манчестер Сіті»          | «Брайтон енд Гоув Альбіон» | 5–0       | 11 липня 2020     | [ 322 ] |

## Багаторазові автори хет-триків
Футболісти, виділені жирним, досі грають у Прем'єр-лізі
| Порядок | Гравець                   | Хет-трики | Останній хет-трик |
| ------- | ------------------------- | --------- | ----------------- |
| 1       | Серхіо Агуеро             | 12        | 12 січня 2020     |
| 2       | Алан Ширер                | 11        | 19 вересня 1999   |
| 3       | Роббі Фаулер              | 9         | 26 грудня 2001    |
| 4       | Тьєррі Анрі               | 8         | 7 травня 2006     |
| 4       | Гаррі Кейн                | 8         | 26 грудня 2017    |
| 4       | Майкл Оуен                | 8         | 17 грудня 2005    |
| 7       | Вейн Руні                 | 7         | 29 листопада 2017 |
| 8       | Луїс Суарес               | 6         | 22 березня 2014   |
| 9       | Дімітар Бербатов          | 5         | 26 грудня 2011    |
| 9       | Енді Коул                 | 5         | 30 серпня 1999    |
| 9       | Руд ван Ністелрой         | 5         | 27 вересня 2003   |
| 9       | Робін ван Персі           | 5         | 22 квітня 2013    |
| 9       | Іан Райт                  | 5         | 13 вересня 1997   |
| 14      | Якубу Аєгбені             | 4         | 3 грудня 2011     |
| 14      | Джермейн Дефо             | 4         | 13 січня 2016     |
| 14      | Кевін Кемпбелл            | 4         | 8 травня 1999     |
| 14      | Лес Фердінанд             | 4         | 25 листопада 2000 |
| 14      | Джиммі Флойд Гассельбайнк | 4         | 16 жовтня 2004    |
| 14      | Двайт Йорк                | 4         | 25 лютого 2001    |
| 14      | Метью Ле Тісьє            | 4         | 19 серпня 1995    |
| 14      | Тедді Шерінгем            | 4         | 26 серпня 2003    |
| 14      | Кріс Саттон               | 4         | 28 лютого 1998    |
| 14      | Рахім Стерлінг            | 4         | 11 липня 2020     |
| 14      | Карлос Тевес              | 4         | 14 квітня 2012    |
| 14      | Фернандо Торрес           | 4         | 29 квітня 2012    |
| 25      | Еммануель Адебайор        | 3         | 13 вересня 2008   |
| 25      | Ніколя Анелька            | 3         | 1 листопада 2008  |
| 25      | Тео Волкотт               | 3         | 24 травня 2015    |
| 25      | Тоні Котті                | 3         | 17 грудня 1994    |
| 25      | Діон Даблін               | 3         | 14 листопада 1998 |
| 25      | Дідьє Дрогба              | 3         | 14 серпня 2010    |
| 25      | Роббі Кін                 | 3         | 26 вересня 2009   |
| 25      | Френк Лемпард             | 3         | 2 жовтня 2011     |
| 25      | Ромелу Лукаку             | 3         | 4 лютого 2017     |
| 25      | Уле Гуннар Сульшер        | 3         | 29 січня 2002     |
| 36      | Демба Ба                  | 2         | 31 жовтня 2011    |
| 36      | Крістіан Бентеке          | 2         | 7 квітня 2015     |
| 36      | Енді Керролл              | 2         | 9 квітня 2016     |
| 36      | Кевін Галлахер            | 2         | 17 січня 1998     |
| 36      | Стівен Джеррард           | 2         | 13 березня 2012   |
| 36      | Еден Азар                 | 2         | 15 вересня 2018   |
| 36      | Даррен Гакербі            | 2         | 9 січня 1999      |
| 36      | Стеффен Іверсен           | 2         | 11 березня 2000   |
| 36      | Андрій Канчельскіс        | 2         | 27 квітня 1996    |
| 36      | Пол Кітсон                | 2         | 19 листопада 2001 |
| 36      | Садіо Мане                | 2         | 1 травня 2016     |
| 36      | Бенджані Мваруварі        | 2         | 19 січня 2008     |
| 36      | Кевін Нолан               | 2         | 19 травня 2013    |
| 36      | Айосе Перес               | 2         | 25 жовтня 2019    |
| 36      | Кевін Філліпс             | 2         | 26 грудня 2000    |
| 36      | Фабріціо Раванеллі        | 2         | 5 березня 1997    |
| 36      | Максі Родрігес            | 2         | 9 травня 2011     |
| 36      | Мохаммед Салах            | 2         | 8 грудня 2018     |
| 36      | Алексіс Санчес            | 2         | 3 грудня 2016     |
| 36      | Пол Скоулз                | 2         | 12 квітня 2003    |
| 36      | Джеймі Варді              | 2         | 25 жовтня 2019    |
| 36      | Марк Відука               | 2         | 5 квітня 2003     |
| 36      | Каллам Вілсон             | 2         | 18 листопада 2017 |
| 36      | Тоні Єбоа                 | 2         | 23 вересня 1995   |